# Ceraclea vertreesi
Ceraclea vertreesi là một loài Trichoptera trong họ Leptoceridae. Chúng phân bố ở miền Tân bắc.